# Loriga
Loriga est une freguesia (paroisse civile) portugaise, rattachée au concelho (municipalité) de Seia et située dans le district de Guarda, d'une surface de 36,52 km2 et comprenant 1367 habitants (2005). La densité de sa population est de 37,4 hab/km2.
Il a comme patronne Notre-Dame de Guia (port: Nossa Senhora da Guia).

## Histoire

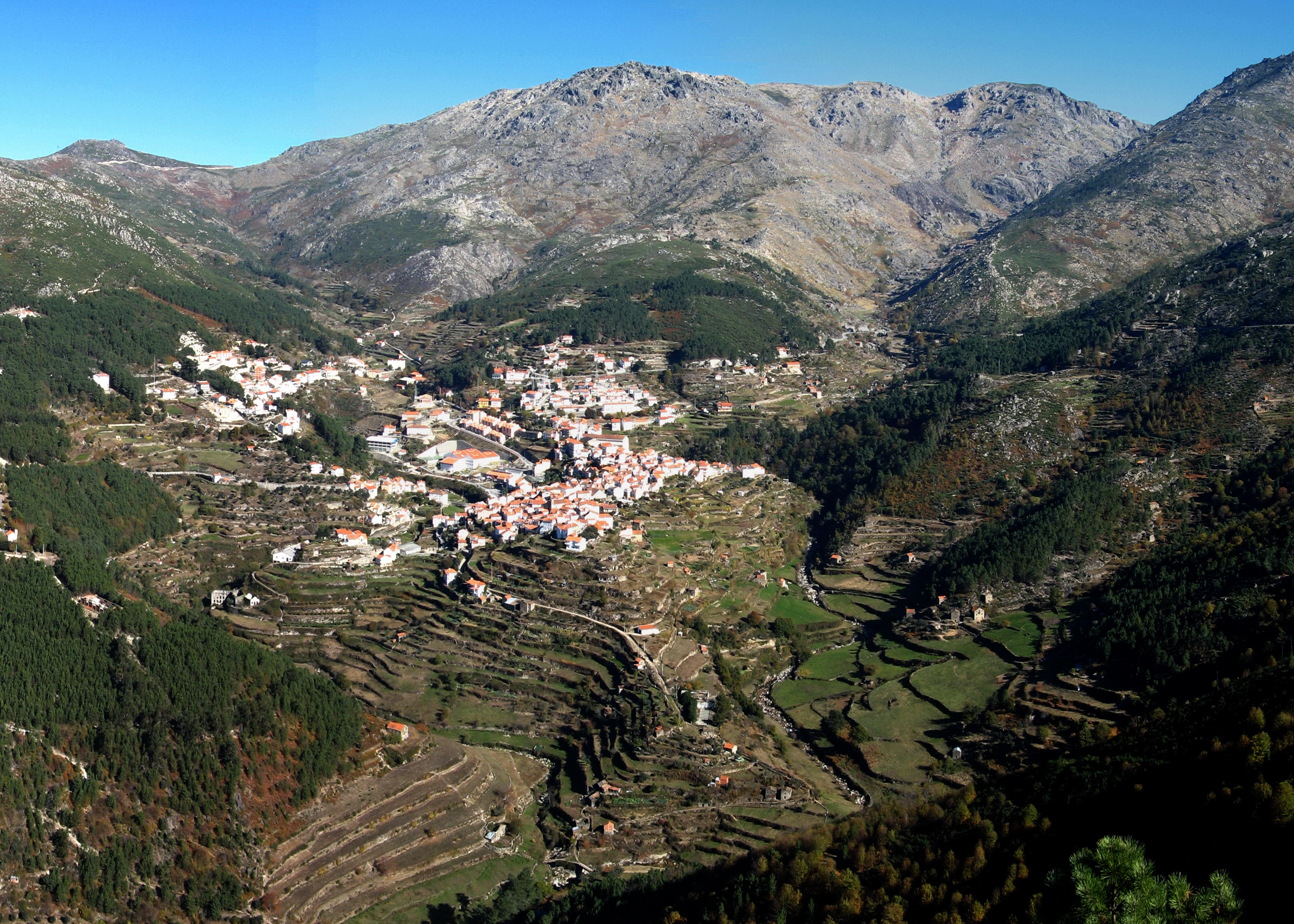
Vue panoramique sur Loriga et sa vallée glaciaire avec le même nom.

Loriga a reçu sa charte de for en 1136, octroyée par D. Afonso Henriques a João Ranha, en 1249 (Alphonse III), 1474 (Alphonse V) et en 1514, octroyée par le roi Manuel Ier.
Loriga fut le siège d'une municipalité supprimée en 1855.

## Personnalités
- Joaquim Augusto Amorim da Fonseca - médecin
- Joaquim Pina Moura, économiste et homme politique
- Jorge Garcia, cycliste

## Source
- Version de l'article en langue portugaise

## Liaisons externes
- (pt) page internet sur Loriga
- (pt) page internet sur le Confraria da Broa e do Bolo Negro de Loriga (gastronomie)